# Trust (1990)
Trust é um filme do gênero comédia e drama, produzido no ano de 1990 e dirigido por Hal Hartley.

## Sinopse
Maria Coughlin (Adrienne Shelly) é uma jovem de 16 anos, que vive com o pai, a mãe e a irmã chamada Peg Coughlin (Edie Falco). Quando o seu pai morre de ataque cardíaco, sua mãe a expulsa de casa. Perdida e sozinha, Maria conhece Matthew Slaughter (Martin Donovan), um técnico de computadores que vive com o pai, Jim Slaughter (John MacKay).